# Alain Robidoux
Alain Robidoux (* 25. Juli 1960 in Saint-Jérôme) ist ein ehemaliger kanadischer Snookerspieler, der von 1987 bis 2004 auf der Snooker Main Tour spielte. In dieser Zeit gewann er die Canadian Professional Championship 1988 sowie mit dem kanadischen Team den World Cup 1990 und erreichte das Endspiel der German Open 1996 sowie Rang 9 der Snookerweltrangliste. Als Amateur gewann er siebenmal die kanadische Snooker-Meisterschaft.

## Karriere

### Karrierebeginn als Amateur in Kanada
Robidoux, ein in Saint-Jérôme bei Montreal  geborener Frankokanadier, machte erstmals auf sich aufmerksam, als er 1983 das Finale der kanadischen Snooker-Meisterschaft erreichte und sich dort mit einem 9:3-Sieg über Tom Finstad den kanadischen Meistertitel sichern konnte. Infolgedessen durfte er 1984 an der Amateurweltmeisterschaft teilnehmen, bei der er aber trotz acht Siegen und wegen zwei Niederlagen noch in der Gruppenphase ausschied. 1985 gelang ihm gegen Michael Sobala sein zweiter Titelgewinn in Kanada, an den sich wieder eine Teilnahme an der Amateurweltmeisterschaft des nächsten Jahres anschloss, bei der er bei einer ähnlichen Konstellation wie bei seiner ersten Teilnahme erneut in der Gruppenphase ausschied. 1987 gewann er seinen dritten kanadischen Meistertitel, sodass er 1987 erneut an der Amateurweltmeisterschaft teilnehmen konnte. Diesmal überstand er die Gruppenphase ungeschlagen und besiegte in der Endrunde sowohl Mike Henson als auch Jimmy Allan, ehe er im Halbfinale gegen Darren Morgan verlor. Anschließend gewann er allerdings gegen Geet Sethi das Spiel um Platz 3. Nur kurze Zeit später wurde er Profispieler.

### Erste Profijahre, Etablierung in der Weltspitze und Formeinbruch
Nachdem Robidoux während seiner ersten Profisaison nur an der WM-Qualifikation teilgenommen hatte, versuchte Robidoux in der nächsten Saison, an fast allen Turnieren teilzunehmen. Dabei hatte er durchaus großen Erfolg, denn nur bei zwei Turnieren wie zum Beispiel der Snookerweltmeisterschaft schied er mit der finalen Qualifikationsrunde vor der Hauptrunde aus. Bei anderen Turnieren erreichte er teilweise sogar die finalen Runden der Hauptrunde, so bei den European Open, wo er auch ein Maximum Break spielte, das Achtelfinale oder beim Grand Prix das Halbfinale. Beide Turniere hatten Einfluss auf die Weltrangliste. Doch auch bei Turnieren ohne diesen Einfluss war Robidoux erfolgreich, wobei er neben dem Viertelfinale beim zweiten Event der Turnierserie WPBSA Non-Ranking das Finale der Canadian Professional Championship erreichte, in dem er mit einem 8:4-Erfolg über Jim Wych sein einziges Profiturnier gewann. Auf der Weltrangliste verbesserte sich der nach der ersten Saison zunächst auf Rang 102 geführte Robidoux auf Platz 35. In der Saison 1989/90 setzte Robidoux seine Erfolgsserie mit fast ausschließlichen Hauptrundenteilnahmen fort und zog unter anderem ins Viertelfinale der UK Championship und ins Halbfinale der International Open ein, wodurch er auf der Rangliste auf Platz 16 aufstieg und dadurch Teil der direkten Weltspitze wurde. Während der Saison war er Teil des kanadischen Teams beim World Cup 1990, den Kanada gegen Nordirland für sich entscheiden konnte.
Durch seinen 16. Platz konnte Robidoux nun direkt an allen Hauptrunden teilnehmen und erhielt auch einen Startplatz für das Masters, bei dem er aber in der Wildcard-Runde gegen Wildcard-Spieler Alan McManus verlor. Darüber hinaus erreichte er unter anderem das Achtelfinale des Grand Prix und der Snookerweltmeisterschaft sowie das Viertelfinale der British Open. Am Saisonende hatte er sich auf Platz 13 verbessert. Sukzessive wurde Robidoux außerdem zu verschiedensten Einladungsturnieren eingeladen, so beispielsweise in der Saison 1991/92. Insgesamt zog er während dieser Spielzeit sechsmal in ein Viertelfinale ein, davon dreimal in das eines Einladungsturnieres wie beim Masters, aber auch bei den drei Ranglistenturnieren Asian Open, British Open und European Open. Dennoch verschlechterte er sich auf der Weltrangliste um einen Platz auf den 14. Rang. In der folgenden Saison verpasste er bei allen Ranglisten- und Einladungsturnieren den Einzug ins Viertelfinale, schied also spätestens im Achtelfinale aus. Lediglich bei zwei sogenannten Minor-ranking-Turnieren, Turnieren, die deutlich begrenzteren Einfluss auf die Weltrangliste haben, erreichte Robidoux die Runde der letzten acht, in der er in beiden Fällen aber verlor. Im Endeffekt verlor er dadurch vier weitere Plätze und rutschte mit Platz 18 aus den Top 16 hinaus, womit er allerdings nur Teile seiner Privilegien abgeben musste.
Mit der Saison 1993/94 verschlechterte sich Robidouxs Form deutlich; der Kanadier schied fast durchweg zu Beginn der Hauptrunde und teilweise davor aus, da er nun teils an Qualifikationsspielen teilnehmen musste. Lediglich bei den Thailand Open gelang ihm mit einer Achtelfinalteilnahme ein kleiner Erfolg. Dies änderte aber nichts daran, dass er auf Rang 32 abrutschte. Etwas besser verlief jedoch die nächste Saison, in der er neben den beiden Achtelfinals der International Open und der British Open auch das Viertelfinale sowohl beim Dubai Classic als auch bei der Benson and Hedges Championship, einem Turnier ohne Weltranglisteneinfluss, erreichte. Dadurch kompensierte er seine Verluste aus der letzten Saison etwas und verbesserte sich auf den 20. Platz.

### Comeback, Zäsur und Karriereende

Mitte der 1990er-Jahre war Robidoux auf dem Zenit seiner Karriere

Als er in der Spielzeit 1995/96 trotz weiterhin einiger früher Niederlagen bei zwei Turnieren erst im Achtelfinale und bei den International Open im Halbfinale ausschied, verbesserte er sich auf Rang 14, wodurch er wieder das Niveau der Saison 1992/93 erreichte. Während der Saison war Robidoux bei seiner 3:10-Niederlage in der Hauptrunde der Snookerweltmeisterschaft gegen Ronnie O’Sullivan an einer Kontroverse beteiligt. Der Rechtshänder O’Sullivan spielte teilweise mit der linken Hand, laut eigener Aussage, weil er sich dies zutraute und sich zu diesem Zeitpunkt mit der rechten Hand unwohl fühlte. Robidoux fasste dies allerdings als Respektlosigkeit auf und verweigerte den Handschlag am Ende der Partie. Daraufhin beschuldigte O’Sullivan Robidoux, zu schmollen und „wie ein Baby zu handeln“, und bezeichnete die Performance des Kanadiers in der Partie als „Müll“. Beide Spieler entschuldigten sich später für ihr Verhalten. Spätestens mit der Saison 1996/97 war Robidouxs Form deutlich besser als noch vier Saisons vorher. Abgesehen von dem Einladungsturnier Charity Challenge und zwei Ranglistenturnieren erreichte er stets zumindest das Achtelfinale. Beim Grand Prix und bei der UK Championship schied er erst im Viertelfinale aus, beim Malta Grand Prix und selbst bei der wichtigen Snookerweltmeisterschaft erst im Halbfinale. Seinen größten Erfolg erzielte er im deutschen Osnabrück bei den German Open, wo er zum einzigen Mal in seiner Karriere das Finale eines Ranglistenturnieres erreichte, auch wenn er dieses gegen Ronnie O’Sullivan verlor. Der Kanadier belegte im Anschluss daran mit dem 9. Platz die höchste Platzierung seiner Karriere.
Doch in der folgenden Saison konnte Robidoux an seine Erfolge nicht anknüpfen und schied immer kurz nach Start eines Turnieres aus – er gewann kein einziges Spiel. Der Grund dafür war der Verlust seines langjährigen Queues. 16 Jahre zuvor hatte Robidoux sein Queue bei einem kanadischen, befreundeten Queuebauer bauen lassen, es dann aber während seiner Profikarriere im Vereinigten Königreich reparieren lassen. Aus diesem Grund existierte auf dem Queue oder dem Queuekoffer ein aufgeklebtes Logo des britischen Queuebauers Riley. Als Robidoux in Kanada weilte und das Queue dem befreundeten Queuebauer zu einer Generalüberholung brachte, sah dieser das Logo der britischen Konkurrenz und zerstörte das Queue in einem Wutanfall. Je nach Quelle geschah dies durch das Zerbrechen des Queues über dem Knie oder per Kreissäge. Von daher konnte er seinen angestammten Queue nicht mehr benutzen. Allerdings kam er nicht mit anderen Queues klar, sodass sich seine Form deutlich verschlechterte. Zwar verzichtete er aus Kostengründen auf eine Klage gegen den Queuebauer, doch Robidoux ging am Ende der Saison sogar so weit, dass er dem Queuebauer offen den Tod wünschte. Durch seine Ergebnisse in der letzten Saison konnte er aber seinen Absturz abfedern, sodass er sich lediglich auf Platz 12 verschlechterte. Diese Formverschlechterung setzte sich in den folgenden Jahren fort. Zwar erreichte er in der Saison 1998/99 einige Achtelfinals, schied aber trotzdem häufig früh aus. Nachdem er in der folgenden Saison zu einem Großteil seiner Spiele nicht angetreten war, belegte er im Jahr 2000 nur noch Platz 46. Auch wenn er in den folgenden vier Spielzeiten nur noch unregelmäßig Spiele nicht antrat, konnte er kaum mehr eine Partie für sich entscheiden. Häufig schied er deshalb bereits in der Qualifikation aus, seine beiden einzigen Hauptrundenteilnahmen ereigneten sich bei der UK Championship 2001 und der UK Championship 2003 mit der Runde der letzten 48. Größtenteils belegte er während dieser Zeit Plätze in den 70ern der Weltrangliste, rutschte dann aber über den 91. Platz auf Rang 102 ab, wodurch er 2004 seinen Profistatus verlor und er seine Karriere beendete. Bereits mit Rang 91 2003 hatte er seinen Profistatus verloren, erhielt aber eine Wildcard für die nächste Saison durch den Verband, 2004 gab er das Profisnooker aber eben endgültig auf.

### Amateurerfolge in Kanada
Bereits in den letzten Jahren seiner Profikarriere betätigte sich Robidoux wieder in der kanadischen Amateur-Snooker-Szene und insbesondere bei der kanadischen Snooker-Meisterschaft. So konnte er 2003 gegen den kanadischen Altmeister Cliff Thorburn und 2004 gegen den langjährig guten Spieler Tom Finstad seinen vierten und fünften kanadischen Meistertitel gewinnen. Nachdem er 2005 gegen Kirk Stevens im Viertelfinale verloren hatte, gelang ihm im Jahr 2006 gegen John White sein sechster Finaltriumph. Nachdem er 2007 im Halbfinale Floyd Ziegler und 2008 im Viertelfinale Fern Loyer unterlag, gewann er 2009 gegen John White seinen sechsten und letzten kanadischen Meistertitel. Bei seiner bislang letzten bekannten Teilnahme an der Endrunde der Meisterschaft im Jahr 2010 musste er sich im Halbfinale Fern Loyer geschlagen geben. Zusätzlich nahm er auch an einzelnen, anderen kanadischen Amateurturnieren teil und ging einige Male als Sieger aus der Angelegenheit hervor. 2012 nahm er erstmals an der World Seniors Championship teil und schied im Viertelfinale gegen Tony Chappel aus, gegen den er bei der Ausgabe 2013 im Achtelfinale verlor. Außerdem hatte Robidoux Ambitionen hinsichtlich einer Teilnahme an der Snooker-Seniorentour. Des Weiteren war Robidoux einige Jahre bei Trickshot-Exhibitions tätig. In Sachen Trickshots war Robidoux dafür bekannt, Spielbälle anstatt mit dem Queue mit der Hand zu spielen. Bereits 1996 wurde Robidoux Sieger der Trickshot-Weltmeisterschaft. Außerdem war er bekannt dafür, seine ehemaligen Konkurrenten am Snookertisch nachzuahmen.

## Erfolge
| Ausgang         | Jahr | Turnier                                                                    | Finalgegner                                                   | Ergebnis |
| --------------- | ---- | -------------------------------------------------------------------------- | ------------------------------------------------------------- | -------- |
| Amateurturniere |      |                                                                            |                                                               |          |
| Sieger          | 1983 | Kanadische Snooker-Meisterschaft                                           | Tom Finstad                                                   | 9:3      |
| Sieger          | 1985 | Kanadische Snooker-Meisterschaft                                           | Michael Sobala                                                | 9:6      |
| Sieger          | 1987 | Kanadische Snooker-Meisterschaft                                           | Jeff White                                                    | 7:1      |
| Sieger          | 2003 | Kanadische Snooker-Meisterschaft                                           | Cliff Thorburn                                                | 6:2      |
| Sieger          | 2004 | Kanadische Snooker-Meisterschaft                                           | Tom Finstad                                                   | 6:4      |
| Sieger          | 2006 | Kanadische Snooker-Meisterschaft                                           | John White                                                    | 6:2      |
| Sieger          | 2009 | Kanadische Snooker-Meisterschaft                                           | John White                                                    | 6:1      |
| Profiturniere   |      |                                                                            |                                                               |          |
| Sieger          | 1988 | Canadian Professional Championship                                         | Jim Wych                                                      | 8:4      |
| Sieger          | 1990 | World Cup als Mitglied im Team Kanada mit: - Cliff Thorburn - Bob Chaperon | Nordirland mit: - Alex Higgins - Dennis Taylor - Tommy Murphy | 9:5      |
| Zweiter         | 1996 | German Open                                                                | Ronnie O’Sullivan                                             | 7:9      |